# 伪满洲国哈尔滨警察厅旧址
伪满洲国哈尔滨警察厅旧址，改建後名為東北烈士紀念館，是全國重點文物保護單位之一，位於中華人民共和國黑龙江省哈尔滨市南岗区，原擬用作圖書館，後由大日本帝國傀儡政權的警務機構——滿洲國警察旗下的哈爾濱警察廳佔用。哈爾濱警察廳及其轄下部門管理當地治安等事宜，但同時施行令治安惡化的政策，並在警察廳內殺害抗日人士。抗日戰爭勝利後，舊址改建為東北烈士紀念館，旨在紀念抵抗侵華日軍的烈士、並教育後代，成為中國其中一所較早成立的紀念館。滿洲國哈爾濱警察廳舊址在1999年1月成為黑龍江省文物保護單位，並在2013年5月列入第七批全國重點文物保護單位。

## 歷史

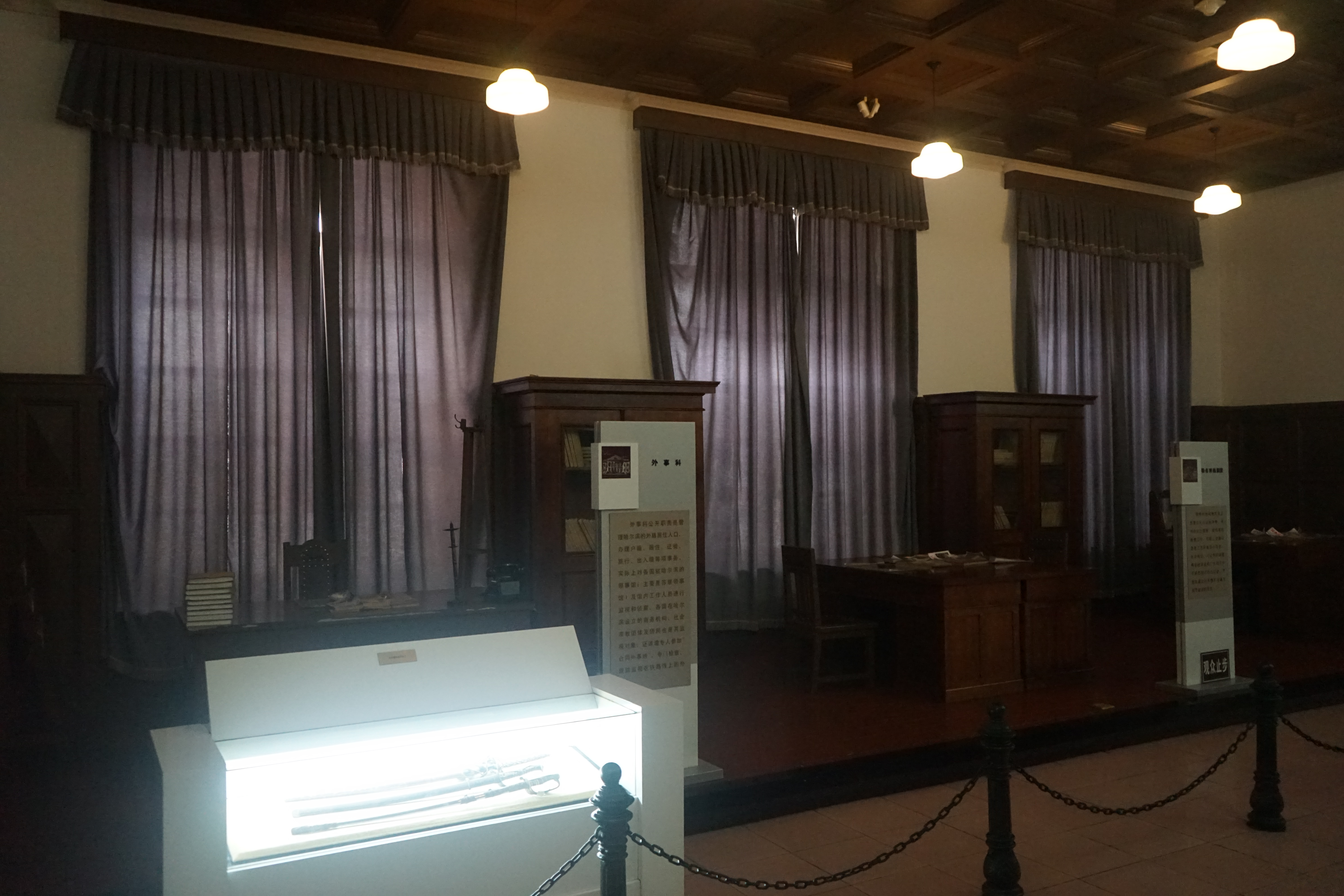
左：外事科。办理户籍、迁徙、居住、旅行、出入境等。右：特务检阅股。负责文化行政上的审查、出版物、新闻的检查。

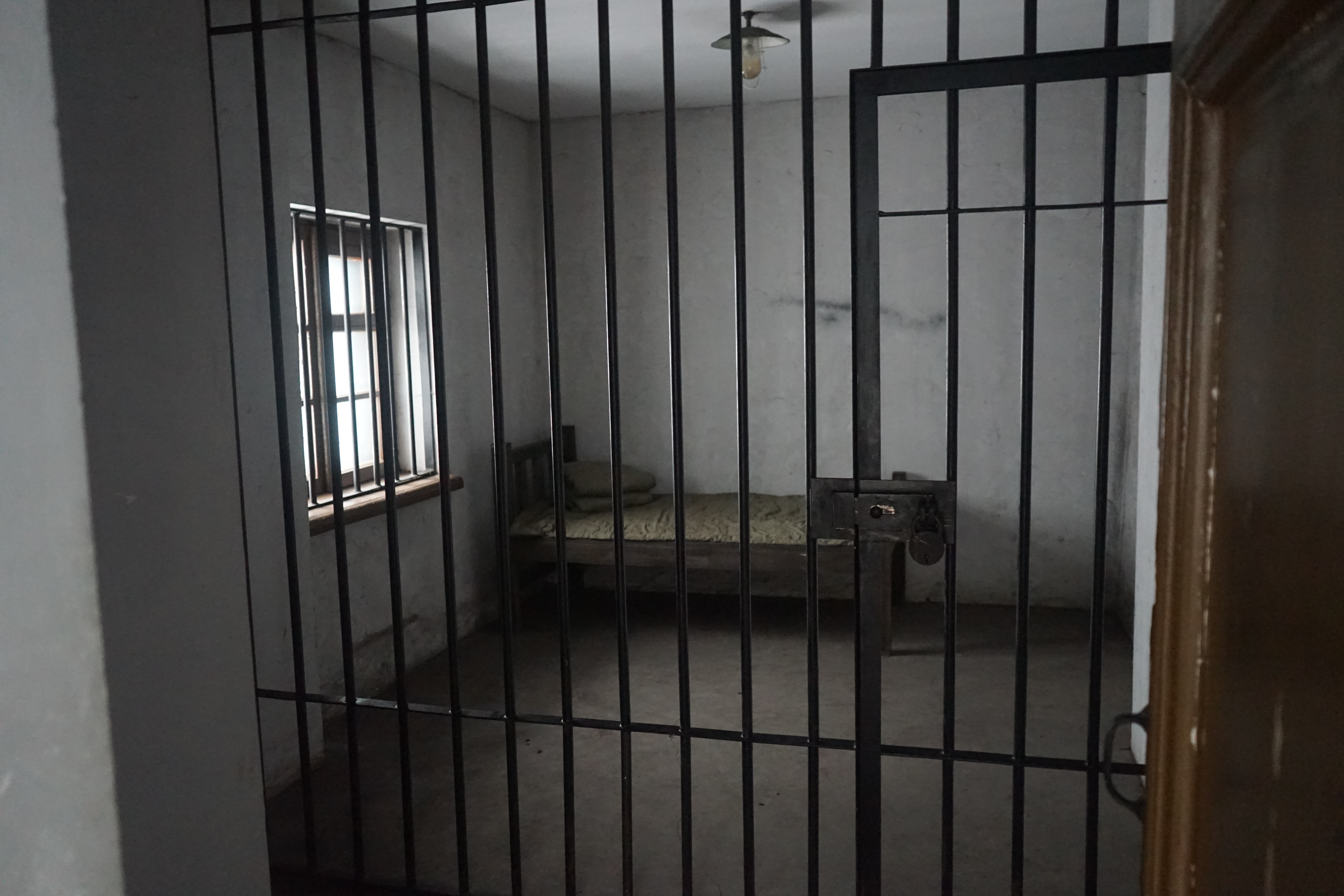
临时关押处，赵一曼1936年7月被关押在此

满洲国哈尔滨警察厅旧址本來是始建於1928年的东省特别区图书馆，由蘇聯建筑师尤里·彼得洛维奇·日丹诺夫（又譯為吉达诺夫）设计，由万国会投资筹建，在张学良支持下建設；圖書館在1931年6月落成後筹备开馆，但及後的同年8月發生九一八事变，侵華日軍在1932年攻佔哈尔滨，接管當地警政事務，成立哈尔滨警察厅（曾改稱為哈尔滨市警察厅、哈尔滨市警察局）。
东省特别区图书馆則在1931年5月為大日本帝國傀儡政權滿洲國的哈尔滨市政筹备所所用，其後又由哈尔滨警察厅進佔。哈尔滨警察厅設有特务、警务、警防、外事、司法、经济保安、卫生這七个科，下轄八個警察署，禁止當地人赌博和吸食鴉片，並管理消防、警察教育、性服務等事宜；另一方面，警察厅及其轄下部門同時與盗匪、鴉片商贩、赌商勾結，對治安構成負面影響。此外，日方人員也多次在警察厅內囚禁、刑讯逼供和殺害不少抗日人士，例如中國共產黨女黨員趙一曼就是被哈尔滨警察厅派出大批警員逮捕，並在警察厅內遭受老虎凳、電擊等酷刑。
抗日戰爭勝利後的1946年，哈尔滨由中國共產黨接管；东北军区副政委罗荣桓提出興建东北烈士纪念馆，以紀念抵抗侵華日軍的烈士、並教育後代，东北政委会其後决定就此成立筹备委员会。周桓負責物色纪念馆場址，他決定利用哈尔滨警察厅旧址來建馆。1948年，哈尔滨警察厅旧址被改建為东北烈士纪念馆，罗荣桓、林枫、高崇民、周保中、冯仲云、李延禄、谭政等人均有在开馆儀式上题词，而周恩来、刘少奇等百多名知名政治家其後都曾來紀念館题词；後來，纪念馆在1998年進行全面维修。东北烈士纪念馆是中國其中一所较早成立的纪念馆，接待了超過2,000人次的訪客，館藏超過20,000件文物，分別設有介紹中國東北地區抗日战争以及哈尔滨警察厅劣行的展覽。

## 結構
哈尔滨警察厅旧址位於哈尔滨市南岗区一曼街241号，是一座三层砖木楼房，建築風格為西歐古典主義為主的折衷主義。旧址外表通体呈白色，前方有六根採用科林斯柱式的柱，維修後的建筑面积為5,040平方米。原警察厅內設有督察官室、指纹管理室，改建後的紀念館序厅有一座高大的东北人民解放军战士石膏塑像。

## 保護
满洲国哈尔滨警察厅旧址在1999年1月被列入黑龙江省文物保护单位，並成為哈尔滨市一类保护建筑。2013年5月，中华人民共和国国务院把满洲国哈尔滨警察厅旧址列入第七批全国重点文物保护单位，對旧址實施更嚴格的保護，並要求各部门為這些文物做好保护、管理和合理利用的工作。旧址改建而成的東北烈士紀念館也獲授予「百个爱国主义教育示范基地」、「优秀爱国主义教育基地」、「德育教育基地」、「全国青少年教育基地」、「全国红色旅游经典景区」、「国家国防教育示范基地」等榮譽稱號，並在2008年成為國家一級博物館。

## 參註

## 外部連結
- 东北烈士纪念馆官方網站 （页面存档备份，存于）